# 海倫德

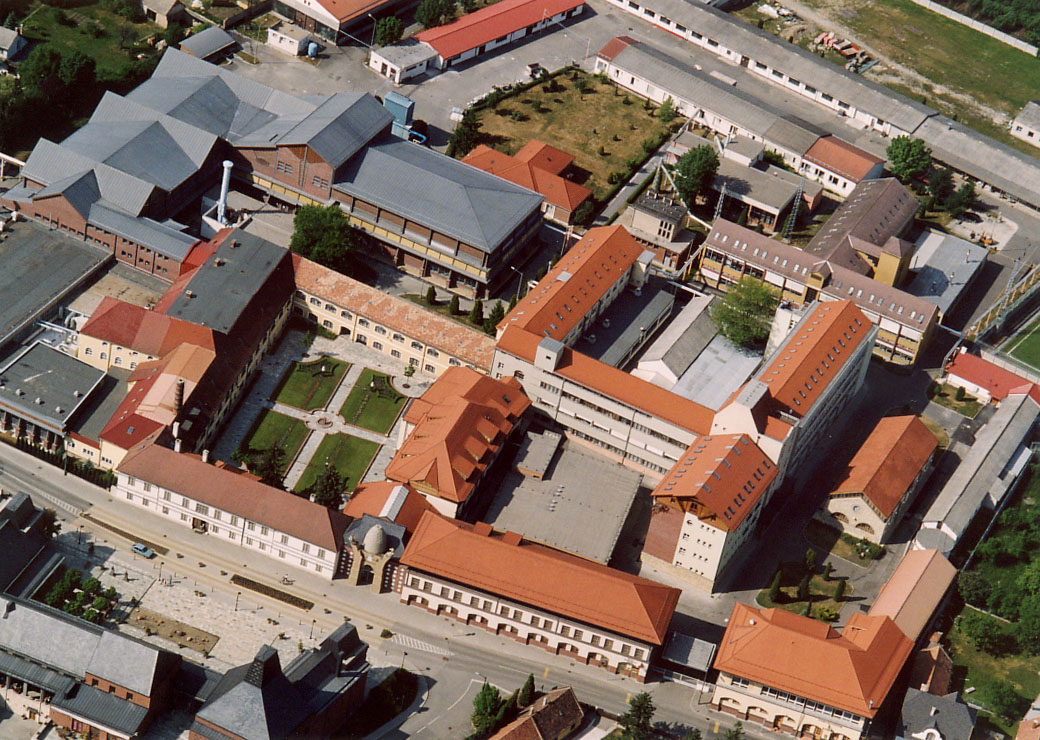

海倫德是匈牙利的城鎮，位於該國西部，由維斯普雷姆州負責管轄，面積19.53平方公里，始建於1826年，2011年人口3,360，其中約八成居民信奉天主教。

## 外部連結
- HEREND USA Website （页面存档备份，存于）
- HEREND GUILD USA Website
- http://www.herend.hu/ （页面存档备份，存于） (only in Hungarian)
- http://www.herend.com/ （页面存档备份，存于）
- Aerial photography: Herend （页面存档备份，存于）
- Porcelain Museum of Herend （页面存档备份，存于）
- Aerial gallery （页面存档备份，存于）

47°08′N 17°45′E / 47.133°N 17.750°E